# Заир (новац)
Заир (франц: Zaïre) била је валута Републике Конго, а затим Републике Заир од 1967. до 1997. Постоје две различите валуте. Све новчанице, осим шест од 79 издатих новчаница, носиле су лик Мобуту Сесе Секоа.

## Заир (1967–1993)
Заир, симбол: „Z”, или понекад „Ƶ”, уведен је 1967. године, када је заменио конгоански франак, по курсу од 1 заир = 1.000 франака. Заир је подељен на 100 макута (појединачно: ликута, симбол: „K“), сваки од 100 сенги (симбол: „s“). Међутим, сенги је вредео веома мало и једини новчић у деноминираном облику је била кованица од 10 сенги издата 1967. године. Необично за било коју валуту, уобичајена је била пракса да се новчани износи пишу са три нуле након децималног места, чак и након што је инфлација увелико девалвирала валуту. Инфлација је на крају проузроковала издавање новчаница до чак 5.000.000 заира, након чега је уведен нови заир. 

### Курс у заирима за амерички долар[2]
- 1967: 2 заира
- 1985: 50 заира
- 1986: 60 заира
- 1987: 112 заира
- 1988: 187 заира
- 1989: 381 заира
- 1990: 719 заира
- 1991: 15.300 заира
- Почетком 1992: 114.291 заира
- Децембар 1992: 1.990.000 заира
- Март 1993: 2.529.000 заира
- Октобар 1993: 8.000.000 заира
- Децембар 1993: 110.000.000 заира

### Кованице
Године 1967, кованице су уведене од стране Народне банке Конго у апоенима од 10 сенги, 1 ликута и 5 макута, док су доња два апоена била у алуминијуму и највиша у купрониклу. Године 1973, издате су прве кованице од стране Банке у Заиру, купроникл од 5, 10 и 20 макута. Године 1987, уведена је нова кованица која се састојала од месинга 1, 5 и 10 заира из 1988. године. 

### Новчанице
Народна банка Конга је 1967. увела новчанице од 10, 20 и 50 макута, 1 и 5 заира (такође приказаних као 100 и 500 макута). Године 1971, представљено је заирска новчаница од 10 заира. Године 1972, Банка у Заиру је почела да издаје новчанице од 1, 5 и 10 заира, а за њима је следило 50 макута 1973. године. Новчаница од 50 заира уведена је 1980. године, затим 100 заирова 1983, 500 заира 1984, 1.000 заира 1985, 5.000 заира 1988, 10.000 заира 1989, 2000, 20.000 и 50.000 заира 1991. и, коначно, 100.000, 200.000, 500.000, 1.000.000 и 5.000.000 у 1992. години. 
Новчаница од 5.000.000 заира, која је ушла у промет крајем 1992, није прихваћена као легално средство плаћања у неким деловима земље (посебно на североистоку), а у другим деловима прихваћена је само за део његове вредности. Један од разлога за то неповерење била је граматичка грешка у француском броју на новчаници, на коме је писало „cinq millions zaïres“ уместо „cinq millions de zaïres“. 

## Нови заир (1993–1998)
Нови Заир (франц: Nouveau Zaïre), симбол „NZ“, ISO 4217 код ZRN, заменио је први заир 1993. године по курсу од 1 нови заир = 3.000.000 старих заира. Подељен је у 100 нових макута (симбол: „NK“). Ова валута је издата само у облику новчаница и претрпела је хиперинфлацију до свог претходника. 
Нови заир замењен је конгоанским франком 1. јула 1998, по курсу од 1 франак = 100 000 нових заира, убрзо након што је Република Заир поновно постала Демократска Република Конго, датума 16. маја 1997. 

### Новчанице
Банка Заира је 1993. издала новчанице у апоенима од 1, 5, 10 и 50 нових макута, 1, 5, 10, 50 и 100 нових заира. Након њих су 1994. уследиле новчанице од 200 и 500 нових заира. Године 1995, представљене су новчанице од 1.000, 5.000 и 10.000 нових заира, док су 1996. године додате новчанице за 20.000, 50.000, 100.000, 500.000 и 1.000.000 нових заира. Све ове новчанице садржале су портрет Мобутуа Сесеа Секоа. 